# Ito (Staat)
Ito (jap. 伊都国, Ito-koku oder Ito no kuni, dt. „Land Ito“) war ein japanischer Staat während der Yayoi-Zeit (zwischen dem 3. Jahrhundert v. Chr. und dem 3. Jahrhundert n. Chr.), der wahrscheinlich im Südosten von Itoshima, Präfektur Fukuoka, Kyūshū in der Itoshima-Ebene (糸島平野, Itoshima-heiya) lag. In Japan befasst sich etwa das archäologische und historische Museum Itokoku mit der Erforschung Itos.

## Historiographische Aufzeichnungen
Die erste Erwähnung Itos findet sich im Weizhi Worenchuan (chinesisch 魏志倭人傳 / 魏志倭人传, W.-G. Wei-chih Wo-jen-chuan, jap. 魏志倭人伝, Gishi Wajinden, dt. „Aufzeichnungen von Wei: Leben der Menschen von Wa“) aus dem 3. Jahrhundert, einem Teil der Chroniken der Drei Reiche (chinesisch 三國志 / 三国志, Pinyin Sānguó Zhì), die wiederum zu der Historiographie, den 24 Dynastiegeschichten, gehören. Im Wei Zhi findet sich im Abschnitt über die „Ostbarbaren“ (Tung-i-chuan) eine Reisebeschreibung von der Kommandantur Taifang (chinesisch 帶方) zur Wa-Konföderation unter der Herrschaft Himikos. In dieser Reisebeschreibung sticht Ito no kuni hervor, weil nur für drei, der 29 erwähnten kuni – für Ito und die beiden kuni Yamaichi und Kunu (chinesisch 狗奴) – angegeben wurde, dass sie von einem Regenten beherrscht wurden. Dem Wajiden zufolge liegt Ito von Matsura no koku in südöstlicher Richtung 500 li (chinesisch 里) weit entfernt:

「東南陸行五百里 至伊都國。官曰爾支 副曰泄謨觚・柄渠觚。有千余戸 丗有王 皆統属女王國。郡使往来常所駐」

„Nach Südosten über Land reisend erreicht man [nach] mehr als fünfhundert li das Land I-tu 伊都. Der Beamte heißt Erh-chih 爾支, seine Stellvertreter I-mo-ku 泄謨觚 und Ping-ch’ü-ku 柄渠觚. Es gibt [dort] mehr als tausend Haushalte. Seit Generationen gibt es Könige, die alle in Abhängigkeit vom Land der Königin regieren.“

Dieser Abschnitt beinhaltet zunächst eine Angabe zur Distanz und zur Himmelsrichtung, die es einzuschlagen gilt, um Ito zu erreichen und die in die Wegbeschreibung des Itinerars eingebettet ist. Hier ist auch erwähnt, dass Ito von Königen regiert wurde, wenngleich im Unterschied zu den beiden kuni Yamatai und Kunu kein König namentlich genannt ist. Weiterhin heißt es in Abschnitt 28:

„In ihrem [d.h. der Wo] Lande hat man ursprünglich auch Männer zu Königen gemacht, siebzig, achtzig Jahre lang. Dann gab es im Lande Wo Unruhen. Gegenseitig griff man sich an und bekämpfte sich über Jahre hin. Daraufhin erhob man gemeinsam eine Frau zur Königin. Sie heißt Pei-mi-hu.“

Die genannten kriegerischen Auseinandersetzungen sind in der japanischen Forschung als „Aufruhr der Wa“ (倭人騒乱, Wajin-sōran) bekannt. Dieser historische Umstand wird durch die archäologischen Befunde, die eine Vielzahl von Kriegsgräbern auf Itoshima belegen, gestützt. Die Sonderstellung Itos unter allen 30 kuni lag darin, dass es einen Inspektor bestellte. Diese Beamte, die auch im erstgenannten Textabschnitt erwähnt werden, nahmen innerhalb der Wa-Konföderation eine Kontrollfunktion wahr. Dies galt selbst für das kuni Na, das 57 n. Chr. ein kaiserliches Siegel aus Gold erhalten hatte.
„Wenn Gesandte aus der Kommandantur [Tai-fang zum Land der Königin] kommen oder [zurück]gehen, halten sie üblicherweise dort [d.h. in I-tu] an.“ Ito kam somit im Gesandtschaftsverkehr zwischen dem Festland und der Wa-Konföderation, die von Königin Himiko regiert wurde, eine Schlüsselposition zu.
Eine weitere Hinweis auf diese Sonderstellung findet sich im Nihongi. In Buch VI, das vom Suinin-Tennō handelt, wird von einem Abgesandten (Tsunoga Arashito) berichtet, der auf dem Weg von Silla nach Tsuruga überfallen und beraubt wurde. Dieser Abgesandte wurde nach seiner Anlandung von einem Mann mit den Worten aufgehalten: „Ich bin der König dieses Landes. Es gibt keinen anderen König neben mir. Euch ist es nicht erlaubt weiter zu gehen.“ (吾則是国王也 除吾復無二王 故勿往他処) Der Name des Mannes, der den Reisenden aufhielt ist Itsutsuhiko (伊都都比古), was sich als „Fürst von Ito“ lesen lässt. Die Passage ist mit den Worten: „Ein Text sagt“ (一云) in den Fließtext eingeschoben und nach Barbara Seyocks Auffassung vermutlich im ausgehenden 3. Jahrhundert und damit zwei bis drei Generationen vor dem Berichtszeitraum des Tung-i-chuan einzuordnen.
Das Nihongi erwähnt für Nordkyūshū (Tsukushi) das Amt eines agatanushi von Ito (伊覩縣主 Ito no agatanushi), das noch zur Erstellungszeit der Chronik existierte, und gibt auch eine ins Reich der Legenden gehörende Etymologie für den Landesnamen, den es aus Dank von dem mythologischen Kaiser Chūai bekommen haben soll. Im Engishiki aus dem frühen 10. Jahrhundert wird für die Provinz Chikuzen (heute: Präfektur Fukuoka) ein Landkreis Ito (怡土郡 Ito-gun) erwähnt, der bis 1896 Bestand hatte, als er mit dem benachbarten Landkreis Shima zum Landkreis Itoshima zusammengelegt wurde.
Neben diesen historiographischen Quellen sprechen auch die archäologischen Funde dafür, dass es sich bei den Fundplätzen in der Itoshima-Ebene um Königsgräber handelt und Ito damit in der Umgebung von Maebaru lokalisiert werden kann.

## Archäologische Befunde
Bereits 1780 entdeckte man in Ihara-yarimizo (井原鑓溝遺跡) ein Doppelpithosgrab mit Bronzespiegeln aus der Han-Zeit. Die ursprünglichen Aufzeichnungen und Fundstücke sind verloren gegangen, lediglich eine Beschreibung des Gelehrten Aoyagi Tanenobu ist in seiner Schrift Yanagizono koki ryaku-kō (柳園古器略考) erhalten. Zudem wurden ein Eisenschwert, viele Bronzespiegel und TLV-Spiegel mit vier Schutzgeistern gefunden.
Im erwähnten Werk Tanenobus findet sich auch die Beschreibung der 1822 entdeckten Fundgruppe Mikumo-minami-shōji (三雲南小路遺跡), die zwischen den Flüssen Zuibaji (瑞場寺川) und Kawahara (川原川) liegt. Auch hier handelte es sich um ein Doppelpithosgrab. Als Grabbeigaben fand man einen bronzenen Vollgriffdolch und einen Stabdolch, 35 Bronzespiegel, ein Fragment eines ringförmigen Glasornaments (einer chinesischen Bi-Scheibe) und Krummperlen. Das zweite Grab barg 22 kleine Bronzespiegel und Perlen.
Es zeigt sich, dass viele Importwaren vom Festland als Grabbeigaben auf den Fundplätzen Itoshimas ausgegraben werden konnten. Sowohl die hanzeitlichen Spiegel, die Bi-Scheibe, wie auch der vermutlich aus der Kommandantur Lelang auf der koreanischen Halbinsel stammende Vollgriffdolch besaßen rituelle Bedeutung, wie auch einen sehr großen materiellen Wert. Im Zusammenhang mit der Befundsituation kann man daher annehmen, dass es sich um die Bestattung hochrangiger Personen gehandelt haben muss. Das Wajiden erwähnt jedoch neben den hochrangigen Beamten, den Inspektoren, auch die Könige von Ito.

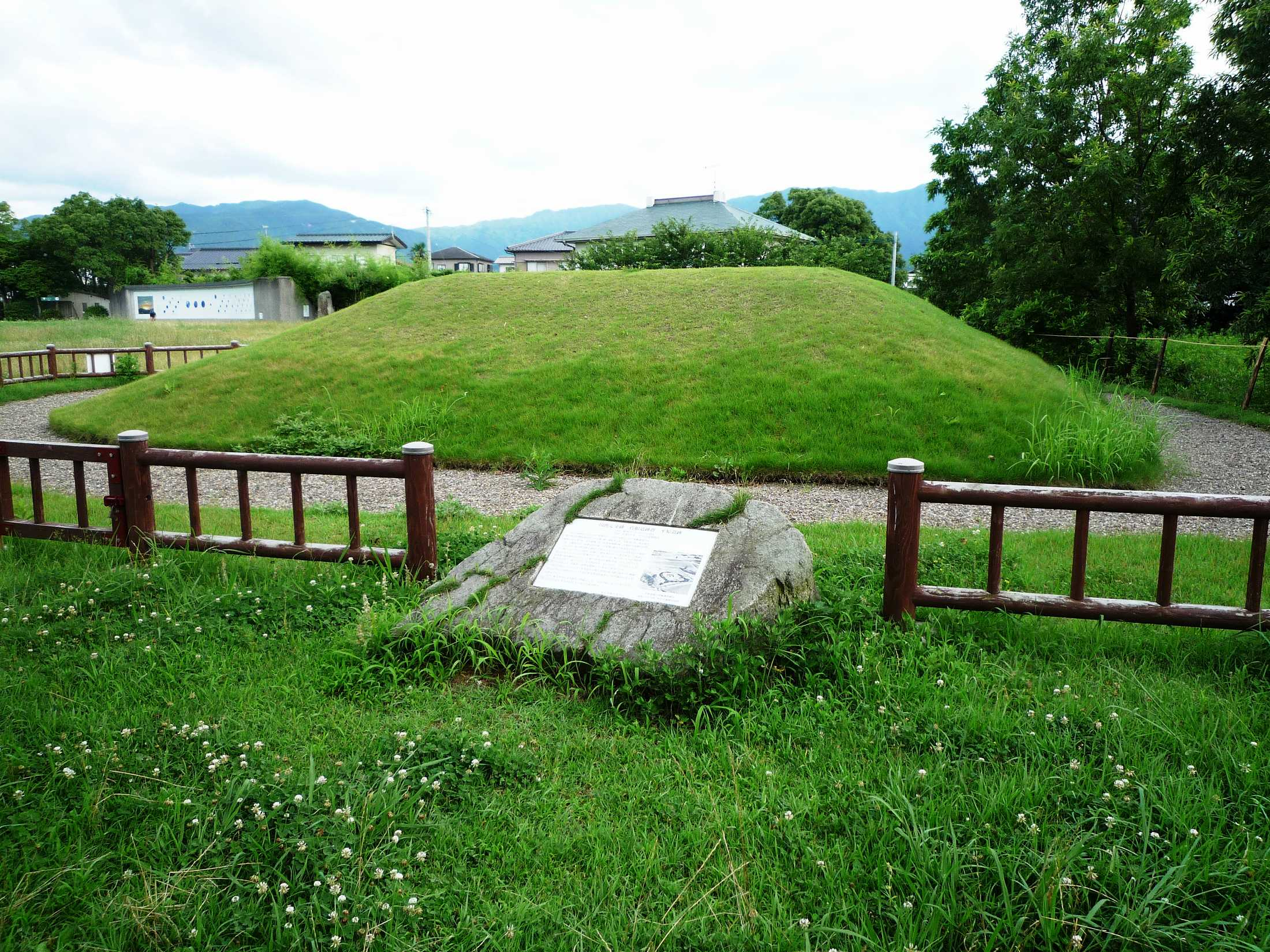
Hirabaru-Fundstätte, Grab Nr. 1

Eine Befundsituation, die auf eine Königsbestattung schließen lässt, liegt am Fundplatz Hirabaru (平原遺跡; 33° 32′ 32″ N, 130° 13′ 42″ O) vor. Obgleich die Ausgrabungsstätte bereits 1965 erschlossen wurde, hat doch erst ein 1991 posthum veröffentlichtes Buch des Archäologen Harada Dairoku den Fundplatz wieder in den Brennpunkt der Betrachtung gerückt. Im Zentrum des Hügelgrabs befand sich ein 14 × 10 m großer, rechteckiger Grabbezirk. Darin befand sich ein 4,5 × 3,6 × 0,5 m großes Grab mit den Resten eines Holzsarges (Abmessungen: 3 m lang, 95 cm breit (am Kopfende)). Der Grabbezirk ist umgeben von einem Umlaufgraben, der möglicherweise für Folgebestattungen vorgesehen war. Harada interpretierte die Befundsituation mit Rückbezug auf eine im Wajiden beschriebene Praxis des Selbstmordes falls ein Regent starb. Eine genaue Betrachtung der Artefakte zeigt die Besonderheit des Fundplatzes. Innerhalb des Grabes wurden hunderte Perlen verschiedener Farbe, Materialien und Form (kugelig, kommaförmig oder etwa knochenartig ガラス骨状化管玉, garasu kotsu-jōka kudatama) gefunden. Die Perlen lassen sich in neun verschiedene Typen einteilen. Darunter sind auch 872 Fragmente blauer Perlen, von denen man annimmt, dass sie zu ca. 320 Ringen verarbeitet worden waren. Die ebenfalls gefundenen 500 Bernstein-Opalperlen und 12 rote Achatperlen könnten einst eine Halskette gewesen sein. Dieses Material ist für eine yayoizeitliche Auffindsituation ausgesprochen ungewöhnlich. Man hat bisher lediglich in Tatetsuki (楯築遺跡) eine weitere Perle dieser Art finden können. Typisch hingegen sind diese Perlen als spätganzheitliche Grabbeigaben im Gebiet von Lelang.
Aus den ebenfalls gefundenen Bronzefragmenten ließen sich 39 Spiegel rekonstruieren. Vier der Spiegel fallen durch ihre Abmessungen auf. Mit bis zu 46,5 cm Durchmesser sind sie die größten bisher in Japan gefundenen Bronzespiegel (仿製鏡, bōseikyō) überhaupt. Die restlichen 35 Bronzespiegel sind chinesische Spiegel der Han-Zeit, wovon 32 Stück TLV-Spiegel mit vier Schutzgeistern (方格規矩四神鏡, hōkakukiku shishin-kyō) sind. Im Grab befand sich außerdem ein Eisenschwert mit ringförmigem Knauf.
All dies deutet auf das Grab einer sehr hohen Person, eines Königs oder einer Königin hin. Rätselhaft hingegen ist einerseits, dass nicht ein einziger Bronzespiegel unversehrt gefunden wurde und andererseits, dass Pfostenlöcher längsseits des Grabes auf eine Holzkonstruktion hinweisen. Da sowohl das Wajiden, wie auch das später entstandene Nihongi einzuhaltende Trauerzeiten für Kaiser benennen, hat Harada eine Hochbodenkonstruktion (Pfahlbau) angenommen, die eher an eine Leichenhalle (殯宮, mogari no miya) erinnere. Seyock hingegen hält dieser Argumentation zwei Einwände entgegen. Die Anordnung der Pfostenlöcher ergibt in der Daraufschau ein Parallelogramm, das als Grundriss eines Pfahlbaus unwahrscheinlich ist. Zudem ist der Durchmesser der Pfostenlöcher mit 20 cm im Vergleich zu Funden in Saga, wo der Durchmesser ca. ein Meter betrug zu gering für eine tragende Hochbodenkonstruktion. Viel eher deuteten die Pfostenlöcher auf einen zweiteiligen, spangenförmigen Sichtschutz, der die Stätte vor Entweihung schützte. Dazu passten auch vergleichbare Befunde in Fujisaki, (藤崎遺跡), Fukuoka und Akasaka-imai (赤坂今井遺跡), Kyōtō.
Aus der Koinzidenz historiografischer Fakten und archäologischer Befundsituation heraus wird der historische Staat Ito heute in der Itoshima-Ebene verortet. Die Fundstätte Hirabaru wird gegenwärtig von der Forschung als Grab einer Königin oder eines Königs von Ito betrachtet.